# Evelio Tieles
Evelio Tieles Ferrer (La Habana, Cuba, 8 de agosto de 1941) es un destacado violinista y pedagogo cubano que ha promovido y organizado en Cuba la enseñanza de los instrumentos de cuerda frotada.

## Formación
Evelio Tieles comenzó a estudiar música en Cuba con su padre, Evelio Tieles Soler, a la edad de siete años, y continuó posteriormente con el profesor Joaquín Molina.
Entre 1952 y 1954, Tieles cursó estudios de violín en París, Francia, con Jacques Thibaud y René Benedetti. En 1955 regresó a París e ingresó en el Conservatorio Nacional Superior de Música de esa ciudad. En 1958 pasó a estudiar en el Conservatorio Tchaikovsky de Moscú, donde fue discípulo de David Oistraj e Igor Oistraj. Tieles se graduó en 1963 y por recomendación del Conservatorio pasó a estudiar la Maestría, de 1963 a 1966, con los citados profesores.
Tieles también recibió orientación profesional de los prestigiosos violinistas Henryk Szeryng y Eduardo Hernández Asiaín. El es licenciado en Historia del Arte desde 1981, y obtuvo su Maestría en 2010 en el Instituto Superior de Arte (ISA), hoy Universidad de las Artes.

## Concertista
Evelio Tieles ha ofrecido en Cuba numerosas presentaciones como concertista, en dúo con su hermano, el pianista Cecilio Tieles, o acompañado por la Orquesta Sinfónica Nacional y otras agrupaciones sinfónicas y de cámara. Participó frecuentemente como solista en las “Jornadas de Música Contemporánea de los países socialistas”, presentadas por la Unión Nacional de Escritores y Artistas de Cuba, y actuó bajo la dirección de prestigiosos directores como Thomas Sanderling, Boris Brott, Enrique González Mántici y Manuel Duchesne Cuzán, entre otros.
En 1969, Tieles se presentó en México, invitado por el famoso violinista Henryk Szeryng, y ha realizado giras de concierto por diversos países en América del Norte, América Latina, Europa y el Medio Oriente.

## Pedagogo
Evelio Tieles trabajó en la Escuela Nacional de Artes, y el Instituto Superior de Arte en La Habana, Cuba, donde fungió como profesor y Jefe de la Cátedra de instrumentos de Cuerda Frotada desde la fundación de ambas instituciones. El también desempeñó la función de Asesor Nacional de Instrumentos de Cuerda Frotada desde 1967 hasta 1981, y entre los años 1997 y 2004. Tieles es Profesor Titular y profesor Consultante de la Universidad de las Artes.
Tieles estableció su residencia en España desde 1984, e imparte clases de violín en el Conservatorio de Vilaseca, en Tarragona, del cual ha sido nombrado «Profesor Emérito». 
También en el Conservatorio Superior del Liceo de Barcelona ha fungido como profesor, Jefe del Departamento de Cuerda Frotada, Jefe del Departamento de Música de Cámara y Director Académico, entre los años 1986 y 2007.

## Otras actividades
Además de su destacada labor como concertista Y profesor, Evelio Tieles ha dedicado gran energía, tiempo y esfuerzo a la promoción de actividades en favor de la enseñanza y el desarrollo cultural, tanto en su nativa Cuba como en España. Durante la etapa Pos-revolucionaria (posterior a 1960), él promovió y organizó en Cuba la enseñanza de los instrumentos de cuerda frotada, y fundamentalmente del violín.
Evelio Tieles fundó, junto al destacado contrabajista cubano Orestes Urfé, la Orquesta de Cámara de la Escuela Nacional de Arte (ENA) en 1970, y también ha fundado la Orquesta del Instituto Superior de Arte en 1981, la Orquesta de Cámara de Vilaseca (Tarragona, España), de la cual fue director artístico durante 27 años, en 1986, el Conjunto de Cámara de La Habana en 1988 y la Orquesta de Cámara de Camagüey en 1994. Como consecuencia de su actividad pedagógica en los años noventa, surgieron dos orquestas de cámara: la Orquesta Manuel Saumell, y la Orquesta de Cámara de La Habana.
Tieles fue Presidente de la Sección de Música de la Unión de Escritores y Artistas de Cuba, (UNEAC) desde 1977 hasta 1984, y trabajó durante años como organizador de las Jornadas de Música Cubana y de los Festivales de Música Contemporánea de los Países Socialistas. También creó el Festival de Música Contemporánea de La Habana, y fundó junto con su hermano Cecilio, el Dúo Tieles, para el cual han compuesto obras renombrados compositores como Ramón Barce, Xavier Benguerel, Harold Gramatges, José Ardévol, Nilo Rodríguez, Salvador Pueyo y Gottfried Glöckner, entre otros. Además, a Evelio Tieles le han dedicado obras originales los compositores cubanos Alfredo Diez Nieto y Roberto Valera, así como el compositor español Ramón Barce.

## Distinciones y reconocimientos
En 1962, Tieles recibió un Diploma de Honor en el Concurso Internacional Wieniawsky de Polonia; en 1964, Mención de Honor en el Concurso Paganini, en Italia, y en 1966, Diploma de Honor en el Concurso Tchaikovsky de Moscú. El también ha recibido galardones nacionales, entre los que destacan las distinciones por la “Cultura Nacional” y la “Enseñanza Artística”, el "Diploma al Mérito Artístico" otorgado por el Instituto Superior de Arte en 2002, la "Medalla Aniversario 50 de las FAR" en 2007 y la medalla "Distinción por La Cultura Nacional " en 2011.